# 二十間道路桜並木

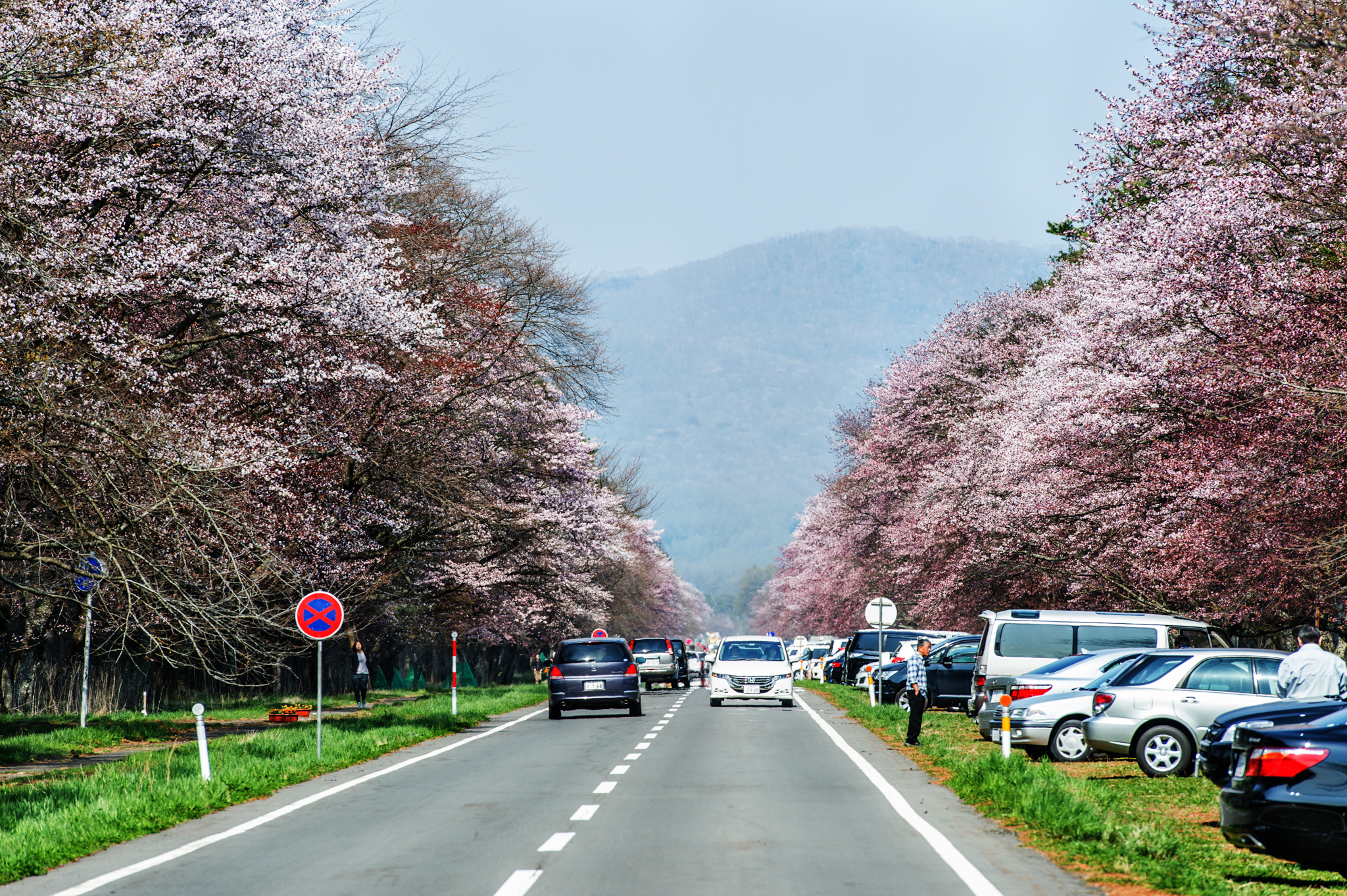
二十間道路桜並木

二十間道路桜並木（にじゅっけんどうろさくらなみき）は北海道新ひだか町の町道桜並木通線に沿った桜の並木道である。日本の道100選、北海道遺産、新・日本街路樹100景〈読売新聞社〉、日本さくら名所100選に選定されている。

## 概要
新ひだか町静内田原 - 静内御園間の延長7.0 km、幅36 m（20間）の直線道路の両側に2,000本以上の桜が植えられ桜並木を形成している。桜の種類はエゾヤマザクラ、カスミザクラ、ミヤマザクラの3種類でいずれも自生種であり、その多くが近隣の山から移植されたものであることが特徴。桜の本数は以前は約3,000本とされており、その約70 %がエゾヤマザクラ、27 %がカスミザクラ、3 %がミヤマザクラとされていた。しかしながら、2017年（平成29年）に行われた全木調査により、桜の本数は2,122本であることが分かり、現在では観光案内などでは「2,000本以上の本数の桜」等と表現されている。
5月上旬の桜の開花期に一斉に咲き誇る桜並木の景観は圧巻で「日本一の桜並木」と称賛されている。また、雄大な日高山脈を背景とした桜並木の光景は他に類を見ない。
1986年（昭和61年）8月10日に、旧建設省と「道の日」実行委員会により制定された「日本の道100選」に選定された。1987年（昭和62年）10月には「北海道20景・北の歳時記」に選定。1990年（平成2年）には公益財団法人日本さくらの会による日本さくら名所100選に選定。2004年（平成16年）には北海道遺産構想推進協議会による北海道遺産の第2回選定27件の1つとして選定されている。
二十間道路の入口には「日本の道100選」選定を記念した顕彰碑がある

## 歴史
この道路は、100年余りの北海道の歴史の中でも古くに整備された道路で、1872年（明治5年）に開拓使の長官黒田清隆が静内郡・新冠郡・沙流郡にまたがる7万ヘクタールにも及ぶ牧場「新冠卸料牧場」（現在の独立行政法人家畜改良センター新冠牧場）を創設したことが始まりである。二十間道路は、1903年（明治36年）に、静内市街と新冠卸料牧場を結ぶ連絡道路として、また、牧場を視察に訪れる皇族の「行啓道路」として、幅20間、延長2里（約8 km）の規模で造成された。
沿道の桜は、1916年（大正5年）から1918年（大正7年）までの3年間をかけて、当時の牧場職員が近隣の山野にあったエゾヤマザクラ等を移植したものである。その後、「二十間道路桜並木」として名声を得て今日に至っている。
桜の多くは移植から100年以上を経て老木となっていることから、樹勢の維持・回復が課題となっており、町役場には桜の管理を専門とする職員「桜守」がいる他、「桜サポーター」と呼ばれるボランティアによる、枝折れ、倒木、害虫発生の報告等の日常的な見守り活動や、町民有志による桜の手入れや清掃活動のボランティア活動が行われており、企業とタイアップした若木の植樹等も行われている。

## しずない桜まつり
例年5月の開花期には「しずない桜まつり」が開催され、桜並木周辺で様々なイベントが実施され、静内市街からのシャトルバスも運行される。祭り期間中には全国から約20万人の花見客で賑わいを見せる。
桜まつりは1964年（昭和39年）、当時の静内商工会青年部が中心となって始めたもので、花見客の混雑やゴミ等の問題の解決を図ることや、まつりと同時期がサラブレッドの種付け時期でもあることから周辺の牧場と共存するルールの制定等を行い運営されている。
開花時期は1981年から2023年までの平均では、平均開花日は5月3日、平均満開日は5月6日となっているが、2019年からの5年間では、平均開花日：4月26日、平均満開日：4月30日となっており、桜まつりの開催時期も早まっている。

## 龍雲閣
二十間道路の突き当たりにあり、1909年（明治42）に新冠御料牧場の貴賓舎として建設された、木造一部2階建て、二層の御殿造りの建物。当時の静内村の年間予算に匹敵する4,939円17銭の費用をかけて建築された。歴代天皇をはじめ、これまでに多くの皇族や名士高官が滞在している。内部には、伊藤博邦揮毫額、伊藤博文揮毫額、狩野探幽の屏風、谷文晁の掛け軸、皇族の使用した家具、馬具などが所蔵されている。毎年「しずない桜まつり」の期間に限定して一般公開されている。